# Cratere Nyctimus
Nyctimus è un cratere sulla superficie di Callisto.